# 2007 日本女子サッカーリーグ
2007 日本女子サッカーリーグ（mocなでしこリーグ）は、2007年4月から12月まで開催。第19回目のシーズンとなるこの年もモック(moc)のスポンサードにより「mocなでしこリーグ」の名称が使われたが、会場に掲揚されるリーグ旗は引き続きL・リーグ時代のものが使用された。

## 概略
19シーズン目となるこの大会は、1部リーグ（ディビジョン1）、2部リーグ（ディビジョン2）とも8チームずつ3回戦総当たりで行われた。参加チームは脱退、新規参入ともになく、ディビジョン1からディビジョン2には 東京電力女子サッカー部マリーゼとスペランツァF.C.高槻が降格し、ディビジョン2からディビジョン1にはアルビレックス新潟レディースと大原学園JaSRA女子サッカークラブが昇格した。
この年は女子代表の試合として3月にFIFA女子ワールドカップ中国2007予選 プレーオフ、4月から8月にかけてアジア女子サッカー2008最終予選（北京オリンピック2008 最終予選）がホーム・アンド・アウェー方式であり、また9月に2007 FIFA女子ワールドカップ（女子W杯）が、10月にはAFC U-19女子選手権がともに中国で開催された関係で2月から強化合宿や親善試合等が多く行われ、また9月の女子W杯期間中には「なでしこリーグカップ」が行われたため、登録選手枠が5名増の30名となった。ちなみにカップ戦が行われたのは、1999年に開催されたL・リーグカップ以来である。また昨年と同様、シーズン開幕前になでしこスーパーカップ、8月になでしこリーグオールスター、12月に1部7位と2部2位との入れ替え戦を行った。
有料試合は浦和レッドダイヤモンズ・レディースが全ホームゲーム、アルビレックス新潟レディースがカップ戦予選リーグを含む全ホームゲーム、日テレ・ベレーザが6月17日のTASAKIペルーレFC戦（ひたちなか市総合運動公園陸上競技場）で行った。
選手動向では浦和レッドダイヤモンズ・レディース（レッズL）に日本女子代表選手である矢野喬子（神奈川大学）がプロ選手契約として入団。レッズLにはほかに、スペランツァF.C.高槻から庭田亜樹子、大原学園JaSRA女子サッカークラブから土橋優貴が移籍。また日テレ・ベレーザには下部組織の日テレ・メニーナから永里亜紗乃が昇格し、姉・永里優季とチームメイトになった。INACレオネッサには前年同様、伊賀フットボールクラブくノ一の主力選手（那須麻衣子、山岸靖代）が移籍し、また日テレ・ベレーザから田村奈津枝を獲得した。ディビジョン2のチームではジェフユナイテッド市原・千葉レディースが、前年途中にレッズLを退団した柴田里美を獲得するなど積極的な補強を行って選手層を厚くしたのが特筆される。
またシーズン中にはアメリカ合衆国のメンフィス大学へ留学していた東山真依子がアルビレックス新潟レディース（アルビL）に入団。2005年シーズン以来の日本復帰となった。
このほか6月に女子特別指定選手制度が制定され、天野実咲、佐藤衣里子、大友麻衣子、菅原未紗の4名が認定された。
ディビジョン1はTASAKIペルーレFCが、五輪予選およびW杯中断前の第11節まで無敗で首位に立っていたが、中断明けのレッズL戦で引き分け、つづく日テレ・ベレーザ戦で大敗し、第3クールもこれら2チームに敗戦したのが響き2位に。代わって首位に立ったベレーザが3年連続の優勝を果たすとともに、スーパーカップ、リーグカップ、第29回全日本女子サッカー選手権大会でも優勝して「国内タイトル四冠」となった。
また下位では、アルビLと大原学園の昇格2チームと伊賀フットボールクラブくノ一が勝ち星を積み上げられず早々に低迷。最終的には大原学園が勝ち点8で最下位となり1シーズンで2部へ自動降格。伊賀くノ一が勝ち点11で7位となり入れ替え戦に出場することとなった。
ディビジョン2ではシーズン当初、1年での1部復帰を目指したスペランツァF.C.高槻が連勝を続けたが7月に入り失速。同じく1年で復帰を目指した東京電力女子サッカー部マリーゼが代わって昇格戦線のトップに躍り出ると10月28日に3試合を残して無敗で1部復帰を決定。その後、1敗したものの最終成績を18勝2分け1敗（勝ち点56）として優勝した。2位には前年4位だったジェフユナイテッド市原・千葉レディースが福岡J・アンクラス、スペランツァF.C.高槻との競り合いに勝利し、1節を残して入れ替え戦に出場することとなった。
3位の福岡J・アンクラスから5位ASエルフェン狭山FCまでは勝ち点6差の混戦となった一方、7位の清水第八プレアデス、最下位のルネサンス熊本フットボールクラブ（RFC）は勝ち点が1桁で、しかもRFCの得失点差-119は2年連続の「マイナス3ケタ」となった。
リーグ戦全日程終了後の12月15日に多摩市立陸上競技場で行われた入れ替え戦（1試合制）では延長戦でも決着がつかずPK戦により伊賀FCくノ一がジェフLに勝利し、入れ替えはならなかった。
入れ替え戦と同じ日には「なでしこリーグ表彰式」が行われ、個人記録では大野忍が最多得点（23点）により初受賞し、最優秀選手(MVP)、ベストイレブンを獲得。ベストイレブンではほかに矢野喬子、近賀ゆかり、宮間あや、阪口夢穂が初受賞。矢野喬子は新人賞、宮間あやは「サポーターが選ぶMVP」（後述）にも選ばれた。またディビジョン2では鮫島彩がMVPとなった。
表彰式には今年もサポーター50名を招待。また「サポーターが選ぶMVP」の投票もインターネットの公式ホームページにより行われ、会場のサポーター代表1名による表彰が行われたほか、観覧当選者と抽選に漏れた人のそれぞれ5名ずつにベストイレブンのサイン入りボールのプレゼントが行われた。

## 大会概要
- 開催期間：2007年4月28日‐12月9日
- なでしこリーグディビジョン1（1部）

2007年4月28日‐7月22日、10月8日‐12月9日
8チームによる3回戦総当たり。
- なでしこリーグディビジョン2（2部）

2007年4月29日‐8月26日、10月8日‐11月18日
8チームによる3回戦総当たり。
- 入れ替え

1部の最下位チームと2部の1位チームは翌シーズン自動入れ替え、1部7位と2部2位は入れ替え戦（1試合）の結果により勝者が1部、敗者が2部に所属となる。
- 選手登録

日本サッカー協会に登録している選手で30名まで。うち「下部組織チーム」から5名まで登録することができる。外国籍選手は5名まで登録、3名まで出場できる。
- 試合時間

90分（45分ハーフ）。90分以内で勝敗が決しない場合は引き分けとする。
- 順位

勝ち点（勝利3点、引分1点、敗戦0点）の多いチームを上位とし、勝ち点の合計が同じ場合は以下の順序で順位を決める。
1. 全試合の得失点差
2. 全試合の総得点数
3. 直接対決の成績（1.勝ち点2.得失点差）
4. 順位決定戦（必要な場合のみ）

## 参加チーム

### なでしこリーグ　ディビジョン1（1部）
- 日テレ・ベレーザ：東京都稲城市
- 浦和レッドダイヤモンズ・レディース：埼玉県さいたま市
- 伊賀フットボールクラブくノ一：三重県伊賀市
- TASAKIペルーレFC：兵庫県神戸市
- 大原学園JaSRA女子サッカークラブ：長野県上田市
- 岡山湯郷Belle：岡山県美作市
- INACレオネッサ：兵庫県神戸市
- アルビレックス新潟レディース：新潟県北蒲原郡聖籠町

### なでしこリーグ　ディビジョン2（2部）
- 東京電力女子サッカー部マリーゼ：福島県双葉郡楢葉町・広野町
- スペランツァF.C.高槻：大阪府高槻市
- バニーズ京都サッカークラブ：京都府京都市
- ジェフユナイテッド市原・千葉レディース：千葉県市原市・千葉市
- 清水第八プレアデス（←清水第八スポーツクラブ）：静岡県静岡市
- ASエルフェン狭山FC：埼玉県狭山市
- ルネサンス熊本フットボールクラブ：熊本県熊本市
- 福岡J・アンクラス：福岡県春日市

## 成績
○：勝利　△：引き分け　●：敗戦

### なでしこリーグ　ディビジョン1（1部）
- 開催期間：2007年4月28日‐7月22日、10月8日‐12月9日

| 順位 | チーム                           | 日テレ         | TASAKI         | 浦和           | INAC           | 湯郷           | 新潟L          | 伊賀           | 大原学園       | 勝点 | 勝利 | 引分 | 敗戦 |
| 1位  | 日テレ・ベレーザ                 | ----           | ●2-3 ○6-0 ○3-1 | ○3-0 △1-1      | ●1-2 ○4-0 ○4-1 | ○5-0 ○8-0 ○2-0 | △0-0 ○4-1 ○3-0 | ○4-1 ○3-1 ○4-0 | ○7-1 ○2-0 ○4-0 | 53   | 17   | 2    | 2    |
| 2位  | TASAKIペルーレFC                 | ○3-2 ●0-6 ●1-3 | ----           | ○1-0 △1-1 ●0-1 | ○3-2 ○2-0 ○2-1 | ○3-1 ○2-1 ○1-0 | ○2-1 ○1-0 ○3-1 | ○3-2 ○4-0 ○3-0 | ○4-0 ○2-0      | 52   | 17   | 1    | 3    |
| 3位  | 浦和レッズレディース             | ●0-3 △1-1      | ●0-1 △1-1 ○1-0 | ----           | ○2-1 ○4-0 ○2-1 | △0-0 ○3-1 ○2-0 | ○4-1 ○2-0 ○5-2 | ○5-1 ○2-0 ○4-1 | ○3-1 ○1-0 ○8-0 | 48   | 15   | 3    | 3    |
| 4位  | INACレオネッサ                   | ○2-1 ●0-4 ●1-4 | ●2-3 ●0-2 ●1-2 | ●1-2 ●0-4 ●1-2 | ----           | ○1-0 ●2-3 ○2-1 | ○4-1 ○3-2 △0-0 | ○1-0 ○3-0 ○7-1 | ○3-1 ●0-1 ○3-1 | 31   | 10   | 1    | 10   |
| 5位  | 岡山湯郷Belle                    | ●0-5 ●0-8 ●0-2 | ●1-3 ●1-2 ●0-1 | △0-0 ●1-3 ●0-2 | ●0-1 ○3-2 ●1-2 | ----           | ○4-1 ○5-0 ○2-0 | ○4-0 △1-1 ○2-0 | ○3-0 ○6-0 ○3-0 | 29   | 9    | 2    | 10   |
| 6位  | アルビレックス新潟 レディース    | △0-0 ●1-4 ●0-3 | ●1-2 ●0-1 ●1-3 | ●1-4 ●0-2 ●2-5 | ●1-4 ●2-3 △0-0 | ●1-4 ●0-5 ●0-2 | ----           | ●0-1 ○3-1 ●1-2 | △2-2 ○2-1      | 12   | 3    | 3    | 15   |
| 7位  | 伊賀フットボールクラブ くノ一    | ●1-4 ●1-3 ●0-4 | ●2-3 ●0-4 ●0-3 | ●1-5 ●0-2 ●1-4 | ●0-1 ●0-3 ●1-7 | ●0-4 △1-1 ●0-2 | ○1-0 ●1-3 ○2-1 | ----           | ○4-2 △1-1 ●1-2 | 11   | 3    | 2    | 16   |
| 8位  | 大原学園JaSRA 女子サッカークラブ | ●1-7 ●0-2 ●0-4 | ●0-4 ●0-2      | ●1-3 ●0-1 ●0-8 | ●1-3 ○1-0 ●1-3 | ●0-3 ●0-6 ●0-3 | △2-2 ●1-2      | ●2-4 △1-1 ○2-1 | ----           | 8    | 2    | 2    | 17   |

※大原学園JaSRA女子サッカークラブの2部降格、伊賀フットボールクラブくノ一の入れ替え戦進出決定

### なでしこリーグ　ディビジョン2（2部）
- 開催期間：2007年4月29日‐8月26日、10月8日‐11月18日

| 順位 | チーム                                  | TEPCO          | 市原千葉        | 福岡A          | 高槻            | AS狭山          | B京都           | 清水第八       | R熊本           | 勝点 | 勝利 | 引分 | 敗戦 |
| 1位  | TEPCOマリーゼ                           | ----           | △1-1 ○2-0 ○3-0  | △0-0 ○5-0 ●0-1 | ○1-0 ○3-2 ○1-0  | ○4-0 ○8-0 ○4-0  | ○1-0 ○4-0 ○4-1  | ○1-0 ○5-1 ○5-0 | ○8-0            | 56   | 18   | 2    | 1    |
| 2位  | ジェフユナイテッド 市原・千葉レディース | △1-1 ●0-2 ●0-3 | ----            | △2-2 ○2-1 ○1-0 | ○2-0 ○1-0 ●0-1  | △2-2 ○4-1       | ○8-0 ●1-2 ○3-1  | ○7-1 ○4-0 ○5-0 | ○5-1 ○6-0 ○10-0 | 45   | 14   | 3    | 4    |
| 3位  | 福岡J・アンクラス                       | △0-0 ●0-5 ○1-0 | △2-2 ●1-2 ●0-1  | ----           | ●0-2 ○1-0 △1-1  | ○4-0 ●0-1       | ○1-0 ○4-1 ○2-1  | ○4-0 ○3-0 ○2-0 | ○2-0            | 39   | 12   | 3    | 6    |
| 4位  | スペランツァF.C.高槻                    | ●0-1 ●2-3 ●0-1 | ●0-2 ●0-1 ○1-0  | ○2-0 ●0-1 △1-1 | ----            | ○2-0 ●0-1 △2-2  | ○2-0 ●0-2 ○2-0  | ○4-2 ○2-0      | ○8-0 ○4-0 ○10-1 | 35   | 11   | 2    | 8    |
| 5位  | ASエルフェン狭山FC                      | ●0-4 ●0-8 ●0-4 | △2-2 ●1-4       | ●0-4 ○1-0      | ●0-2 ○1-0 △2-2  | ----            | ○4-1 ●2-3 △3-3  | ○2-1 ○8-1 ○5-0 | ○16-1 ○7-1 ○7-0 | 33   | 10   | 3    | 8    |
| 6位  | バニーズ京都SC                          | ●0-1 ●0-4 ●1-4 | ●0-8 ○2-1 ●1-3  | ●0-1 ●1-4 ●1-2 | ●0-2 ○2-0 ●0-2  | ●1-4 ○3-2 △3-3  | ----            | ○1-0 ○3-1 △1-1 | ○3-0 ○13-0 △3-3 | 24   | 7    | 3    | 11   |
| 7位  | 清水第八プレアデス                      | ●0-1 ●1-5 ●0-5 | ●1-7 ●0-4 ●0-5  | ●0-4 ●0-3 ●0-2 | ●2-4 ●0-2       | ●1-2 ●1-8 ●0-5  | ●0-1 ●1-3 △1-1  | ----           | ○2-0 ○3-1 △1-1  | 8    | 2    | 2    | 17   |
| 8位  | ルネサンス熊本                          | ●0-8           | ●1-5 ●0-6 ●0-10 | ●0-2           | ●0-8 ●0-4 ●1-10 | ●1-16 ●1-7 ●0-7 | ●0-3 ●0-13 △3-3 | ●0-2 ●1-3 △1-1 | ----            | 2    | 0    | 2    | 19   |

※東京電力女子サッカー部マリーゼのディビジョン1昇格、ジェフユナイテッド市原・千葉レディースの入れ替え戦進出決定

### なでしこリーグ入れ替え戦
- 名称：2007　一部二部入替戦
- 日時：2007年12月15日（土） 12:00
- 会場：多摩市立陸上競技場
- 対戦：伊賀フットボールクラブくノ一対ジェフユナイテッド市原・千葉レディース
- 選手：平成19年（2007年）10月5日（金）までに日本サッカー協会の登録を完了し、かつリーグ登録が完了した選手
- 勝敗の決定：90分（前後半各45分）で行い、勝敗が決しない場合以下の順序で決する。

1. 20分間（前後半10分間）の延長戦
2. PK方式（各5人ずつ、決着がつかない場合は6人目以降一人ずつで勝敗が決するまで）

| 1部7位                       | 結果       | 2部2位                                 |
| 伊賀フットボールクラブくノ一 | 2-2 (5PK4) | ジェフユナイテッド市原・千葉レディース |

※伊賀フットボールクラブくノ一のディビジョン1残留とジェフユナイテッド市原・千葉レディースのディビジョン2残留が決定

## 個人成績

### なでしこリーグ　ディビジョン1（1部）
- 最優秀選手：大野忍（ベレーザ）2回目
- 最多得点：大野忍（ベレーザ）23得点・初
- 新人賞：矢野喬子（浦和）
- 敢闘賞：磯﨑浩美（TASAKI）2回目
- 優秀監督賞：松田岳夫（ベレーザ）3回目
- フェアプレー賞：浦和レッドダイヤモンズ・レディース

### なでしこリーグ　ディビジョン2（2部）
- 最優秀選手：鮫島彩（マリーゼ）
- フェアプレー賞：スペランツァF.C.高槻

### ベストイレブン
- GK：山郷のぞみ（浦和）7回目
- DF：磯﨑浩美（TASAKI）9回目、矢野喬子（浦和）初、近賀ゆかり（ベレーザ）初、岩清水梓（ベレーザ）2回目
- MF：澤穂希（ベレーザ）8回目、	酒井與恵（ベレーザ）12回目、宮間あや（湯郷Belle）初
- FW：大野忍（ベレーザ）5回目、安藤梢（浦和）4回目、阪口夢穂（TASAKI）初

### サポーターが選ぶMVP
（特別表彰）
- 第1位：宮間あや（湯郷Belle）728票
- 第2位：安藤梢（浦和）505票
- 第3位：大野忍（ベレーザ）270票